# Goussia lucida
Goussia lucida is een soort in de taxonomische indeling van de Myzozoa, een stam van microscopische parasitaire dieren. Het organisme komt uit het geslacht Goussia en behoort tot de familie Eimeriidae. Goussia lucida werd in 1893 ontdekt door Labbe.